# 胡戈·维斯兰德
胡戈·维斯兰德（瑞典語：Hugo Wieslander，1889年6月11日—1976年5月24日），瑞典男子田径运动员，主攻全能项目。他曾代表瑞典参加1908年和1912年夏季奥林匹克运动会田径比赛，获得男子十项全能金牌。